# Sydney Lemmon
Sydney Noel Lemmon (Los Angeles, 10 agosto 1990) è un'attrice statunitense, nota per aver interpretato Ana Helstrom nella serie TV Helstrom.

## Biografia
È figlia d'arte, essendo nipote di Jack Lemmon e figlia di Chris Lemmon e Gina Raymond.

## Filmografia parziale

### Cinema
- BadPuss: A Popumentary, regia di Emily Wiest (2014)
- Plain Fiction, regia di Cyrus Duff (2018)
- Velvet Buzzsaw, regia di Dan Gilroy (2019)
- Firestarter, regia di Keith Thomas (2022)
- The Mothership, regia di Matt Charman (2022)
- TÁR, regia di Todd Field (2022)
- The Mothership, regia di Matt Charman (2023)

### Televisione
- Irreversible, regia di Lu Yaeger – film TV (2014)
- Roof Access – serie TV, episodio 2x03 (2015)
- Law & Order - Unità vittime speciali (Law & Order: Special Victims Unit) – serie TV, episodio 20x08 (2018)
- Fear the Walking Dead – serie TV, 5 episodi (2019-2021)
- Succession – serie TV, episodio 2x08 (2019)
- Acting for a Cause – serie TV, 2 episodi (2020)
- Helstrom – serie TV, 10 episodi (2020)
- The Good Fight – serie TV, episodio 6x02 (2022)
- Evil – serie TV, episodio 4x05 (2024)

## Riconoscimenti
- Saturn Award
  - 2019 – Candidatura per la miglior attrice Guest Star in una serie televisiva per Fear the Walking Dead

## Doppiatrici italiani
Nelle versioni in italiano delle opere in cui ha recitato, Sydney Lemmon è stata doppiata da:
- Francesca Manicone in Firestarter